# Aż do nieba
Aż do nieba: tajemnicza historia Polski (jap. 天の涯まで ポーランド秘史 Ten no hate made – Pōrando hishi) – historyczna manga autorstwa Riyoko Ikedy, dla czytelników shōjo, przedstawiająca życie księcia Józefa Poniatowskiego. Wydana w Japonii w 1991 roku. Była to pierwsza legalnie wydana manga w Polsce (w latach 1996–1997 przez Japonica Polonica Fantastica).

## Fabuła
Głównym bohaterem mangi jest książę Józef Poniatowski. Manga składa się z trzech tomów; pierwszy opisuje dzieciństwo głównego bohatera, drugi jego późniejsze losy do momentu wybuchu wojny polsko-rosyjskiej z 1792 roku w obronie Konstytucji 3 maja, trzeci zaś kontynuuje opis życia księcia Józefa, aż do jego śmierci w bitwie pod Lipskiem w 1813 roku.

## Historia

### Na świecie

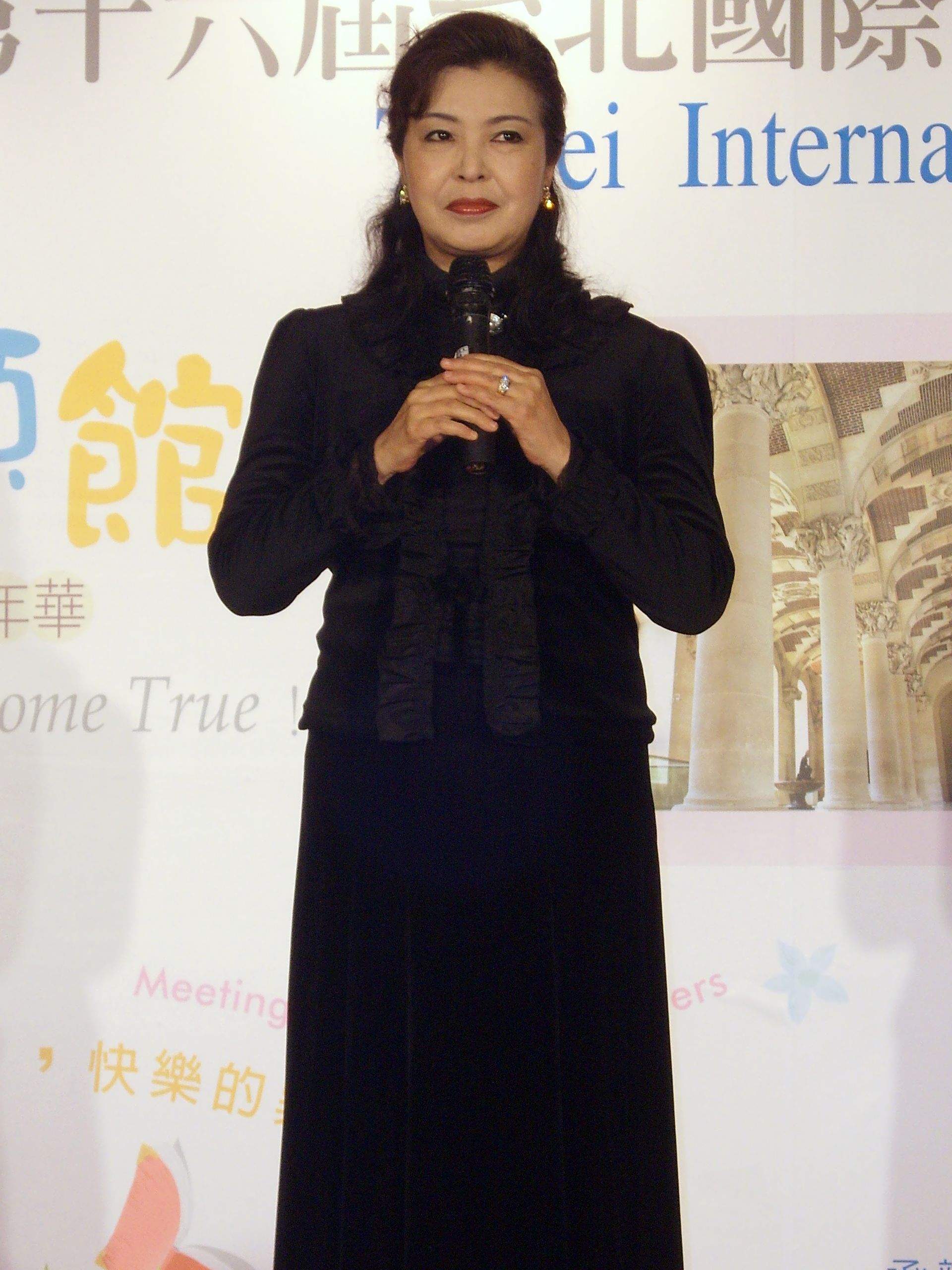
Riyoko Ikeda, autorka mangi

Autorką mangi jest Riyoko Ikeda, popularna japońska autorka mangi historycznej. Manga powstała w latach 90. (wydana w Japonii w 1991 roku). Ikeda zainteresowała się historią Polski po wizycie siostry, która Polskę odwiedziła.
W Japonii manga doczekała się kilku wydań: w wydawnictwie Asahi Bunko/Asahi Shimbun (1991–1993), w wydawnictwie Chuko Aizōban/Chuokoron-Shinsha (1994), w wydawnictwie Chuko Bunko/Chuokoron-Shinsha (1999) oraz w wydawnictwie Fairbell (2013).

### W Polsce
Manga została wydana w Polsce w trzech tomach w latach 1996–1997 przez Japonica Polonica Fantastica (JPF); pierwszy tom ukazał się w lipcu 1996 i według niektórych był to początek narodzin fandomu mangi i anime w Polsce. Była to pierwsza manga legalnie wydana w Polsce. Niekiedy opisywana jest w skrócie, błędnie, jako pierwsza manga opublikowana w Polsce; tą był jednak komiks Black Knight Batto (znany na Zachodzie jako Black Knight Bat) autorstwa Buichiego Terasawy, opublikowany w 1986 roku w odcinkach na łamach czasopisma „SFera” bez uzyskania zgody autora. W latach 2008 (lub 2009, sprzeczne źródła) mangę wznowiono w wydaniu jednotomowym.
Tłumaczem był założyciel wydawnictwa JPF, mieszkający w Polsce Japończyk Shin Yasuda, który przetłumaczył książkę w ramach nauki języka polskiego, po czym zdecydował się tłumaczenie wydać, zakładając wydawnictwo.

## Odbiór i analiza

### Analiza
Katarzyna Bikowska, pisząc w 2013 r. w „Biuletynie EBIB”, zauważyła, że z powodu tematyki polskiej, manga jest wartościową pozycją dla polskich bibliotek. Podobnie Katarzyna Maciakiewicz, pisząc w 2018 r. w „Annales Universitatis Paedagogicae Cracoviensis. Studia ad Bibliothecarum Scientiam Pertinentia”, uznała tę mangę za ciekawą dla polskiego odbiorcy. Stwierdziła w swojej analizie tej pozycji, że „autorka w swojej mandze nie przedstawiała rzeczywistych wydarzeń, a wręcz na rzecz tytułu zdecydowanie ubarwiła historię”, ale równocześnie „zaprezentowała w swym dziele faktyczne stroje, architekturę i miejsca z epoki”.
Mangę zanalizowała Justyna Czaja w poświęconym jej rozdziale książki Wobec romantyzmu... Według Czai, manga zawiera uproszczoną historię Poniatowskiego, opartą na polskich mitach romantycznych (legendach ułańskich i napoleońskich) i elementach popkulturowych. Wielu bohaterów jest idealizowanych. Przedstawiony w mandze biogram Poniatowskiego jest wybielony w stosunku do przekazu historycznego (prawdziwy Poniatowski był krytykowany m.in. za „ekscesy obyczajowe, liczne miłostki, sybarytyzm, rozrzutny tryb życia” czy powiązania z królem Poniatowskim – te wątki nie pojawiają się w mandze). Jego romans z Henriette de Vauban jest według Czai „strywializowanym romansem popkulturowym”. Czaja skrytykowała też mangowe przedstawienie Kościuszki, który jest pozbawiony „rysów indywidualnych i reprezentuje konwencjonalny typ bohatera-patrioty”, zauważając, że Kościuszko w mandze jest upiękniony („wpisuje się w stereotypowe ujęcie ‘wodzowskiej’ urody”) i pozbawiony charakterystycznych dla niego akcentów chłopskich (takich jak ubiór). Czaja podsumowuje, że „Ikeda ukazuje jak wyglądają zmitologizowane biografie bohaterów oraz historia narodowa przepuszczona przez popkulturową maszynkę” a mangę nazywa „melodramatem o charakterze patriotycznym”.
Przykładami zmiany historii w mandze, uczynionym w celu wzbogacenia wątków rodzinnych i miłosnych, są np. zastąpienie rzeczywistej siostry księcia Józefa fikcyjnym bratem i pogorszenie stosunków między matką Poniatowskiego i jej synem. Innym ahistorycznym elementem jest żart autorki – scena, w której książę rysuje mangi. Sam tytuł mangi (Aż do nieba) pochodzi od ahistorycznego, uniesionego monologu Poniatowskiego, który wygłasza w mandze na krótko przed swoją śmiercią.
Mangę opisano także jako „przybliżającą [czytelnikom] historię Polski na przełomie XVIII i XIX w.” a przedstawienie postaci Poniatowskiego w stylu mangi uznano za „nietypowe” dla tego tematu. Małgorzata Rutkowska w „Załączniku Kulturoznawczym” z 2014 r. uznała, że wybór tej mangi jako pierwszej pozycji wydanej przez wydawnictwo JPF był celowym zabiegiem, biorąc pod uwagę jej polską tematykę.
Pozytywnie komiks ocenił Wojciech Obremski w swojej książce z 2005 r. (Krótka historia sztuki komiksu w Polsce: 1945–2003), pisząc, że jest to pozycja o walorach edukacyjnych, chwaląc m.in. "wierne odwzorowanie budowli, takich jak Pałac Królewski w Warszawie, Pałac Łazienkowski, czy kamieniczki na warszawskiej Starówce".

### Recenzje
W 1997 r. mangę zrecenzował dla „Rzeczpospolitej” Michał Janowski. Według recenzenta „dramatyczne losy naszej ojczyzny przełożone na język komiksu często stają się zabawne”; skrytykował zwłaszcza nadmiar mangowej onomatopei, który dla recenzenta był dekoncentrujący bądź rozbawiający w niewłaściwych momentach. Janowski uznał także przedstawioną historię za nadmiernie uproszczoną z powodu formy komiksowej wymuszającej ograniczenie długości tekstu; skrytykował także niewłaściwe tłumaczenie imion postaci niepolskich („Nie wiadomo też dlaczego Ludwik XV jest Luisem XV, a Fryderyk II – Fridrichem II”).
Mangę zrecenzował w 1998 r. Tomasz Tekliński dla czasopisma „Machina”, krytykując medium, w tym treść za „zwykłą dla mangi prostotę ducha”, a także mangowy styl, pisząc, że „Widok młodego Kościuszki obdarzonego mongoidalną fizjonomią ‘Czarodziejki z Księżyca’ zwali z nóg nawet najodporniejszych”.
Autor recenzji mangi z 2006 r. w polskim portalu Manga Tanuki zauważył, że autorka mangi znana jest z pozycji shōjo-manga (mangi adresowanej do dziewcząt), a manga, choć opowiada o losie de facto żołnierza, jest „dopracowana psychologicznie, relacje międzyludzkie stanowią tu główny wątek fabularny”, a „tło nasycone jest emocjami”. Podkreślił znaczenie relacji między historycznymi bohaterami, takie jak „trwający całe życie romans Józefa z Vratką Vauban, jego przyjaźń z Tadeuszem Kościuszką, wrogość brata i przybranej matki. Autor recenzji, choć podpisujący się tylko pseudonimem, określił się jako historyk, i stwierdził też, że manga posiada walory edukacyjne i opisuję polską historię w miarę poprawnie, aczkolwiek dopuściła się pewnych, w większości celowych, przekłamań w celach fabularnych. Pochwalił jakość wydania, aczkolwiek skrytykował tłumaczenie jako „miejscami sztywne”, a także „europejski sposób wydania” (zamianę prawostronnego szyku czytania na lewostronny).
Na tym samym portalu w 2012 r. wznowienie mangi z roku 2008 zrecenzowała inna recenzentka, pisząc: „Walka o ojczyznę przeplata się tutaj z romansem, tworząc wciągającą mieszankę. I chociaż Ikeda nie zawsze jest całkowicie wierna faktom, jej opracowanie historii Polski i tak budzi podziw”. Skrytykowała jednak wydanie za brak poprawy (korekty itp.) w stosunku do pierwszego wydania.
Recenzenci portalu Manga Tanuki pochwalili też autorkę za to, że opisała większość ahistorycznych zmian w komentarzach do mangi.